# دادستان (فیلم ۲۰۲۴)
دادستان (به چینی: 誤判) یک فیلم اکشن و دلهره‌آور در سبک درام حقوقی محصول سال ۲۰۲۴ سینمای هنگ کنگ به کارگردانی، تهیه‌کنندگی و بازی دانی ین است. که در کنار گروهی از بازیگران شامل جیلیان چونگ، مایکل هویی، فرانسیس نگ و ام سی چونگ تین نیز در این فیلم بازی می‌کند. داستان فیلم بر اساس یک پرونده واقعی قاچاق مواد مخدر در سال ۲۰۱۶، ساخته شده است.
این پروژه با هدایت دادستانی عالی خلق و تهیه‌کننده مشترک فیلم‌های ماندارین موشن پیکچرز هنگ‌کنگ و فیلم شانگهای هوآس چین، در ابتدا به عنوان یک فیلم درام حقوقی در نظر گرفته شد. ساخت فیلمنامه توسط ادموند ونگ در طول همه‌گیری کووید ۱۹ آغاز شد. در سال ۲۰۲۳، ریموند وانگ، یکی از تهیه‌کنندگان این فیلم، برای نقش اصلی به سراغ دانی ین رفت که منجر به بازسازی فیلم به عنوان ترکیبی از اکشن و دلهره‌آور قانونی شد. پیش تولید در می ۲۰۲۳ آغاز شد و فیلمبرداری اصلی آن از اکتبر ۲۰۲۳ تا فوریه ۲۰۲۴ در هنگ کنگ انجام شد. تاکاهیتو اوچی، طراح مبارزه اکشن ژاپنی، کارگردان اکشن این فیلم بود.
این فیلم در هنگ کنگ و چین به ترتیب در ۲۱ و ۲۷ دسامبر ۲۰۲۴ اکران شد. به‌طور کلی نقدهای مثبتی از منتقدان دریافت کرد که اکشن، ترکیب ژانر خلاقانه و بازی بازیگران، به ویژه دانی ین و مایکل هویی را ستایش کردند، اما فیلمنامه و عدم بررسی موضوعات مربوط به عدالت در هنگ‌کنگ مورد انتقاد قرار گرفت.

## داستان
- یک جوان فقیر پس از فریب خوردن، به اشتباه به قاچاق مواد مخدر متهم می‌شود. حال یک دادستان به نام فوک زی هو (با بازی دانی ین) زندگی و شغل خود را به خطر می‌اندازد تا بی‌گناهی او را ثابت کند. در این مسیر فوک زی هو نقشه یک وکیل فاسد را کشف کرده و تلاش می‌کند تا عدالت را با وجود ممانعت نیروهای شیطانی برقرار سازد و…
- کارآگاه پلیس فوک چی هو تیمش را در تعقیب یک باند سرقت مسلحانه رهبری می‌کند. اگرچه آنها همه اعضای باند را دستگیر می‌کنند، اما رهبر هیچ ردی برای ارتباط او با جنایت باقی نمی‌گذارد و بدون محکومیت آزاد می‌شود. این اتفاق باعث می‌شود که فوک ایمان خود را به پلیس از دست بدهد و او را وادار به ترک نیرو و خواندن قانون کند. هشت سال بعد، فوک به وزارت دادگستری می‌پیوندد و دادستان عمومی می‌شود. تحت راهنمایی شاگرد استاد بائو، او اولین پرونده خود را در رابطه با قاچاق مواد مخدر دریافت می‌کند. متهم، ما، بسته‌ای از برزیل دریافت می‌کند که حاوی یک کیلوگرم کوکائین است. ما اصرار می‌ورزد که بی‌گناه است و مدعی است که آدرس خود را فقط از یکی از دوستانش، چان، قرض گرفته است که به او قول پول می‌دهد تا بدهی‌های خانواده‌اش را کاهش دهد. با این حال، وکیل مدافع ما، لی، و مجری حقوقی، او، او را گمراه می‌کنند و او را به این گمان می‌برند که احتمالاً محکوم خواهد شد و از او می‌خواهند که برای تخفیف مجازات اعتراف کند، که ما و پدربزرگش، عمو ما، با آن موافقت می‌کنند و …

## بازخوردها
پاسخ انتقادی دادستان عموماً هم در داخل و هم در سطح بین‌المللی مثبت تلقی می‌شد. در وب‌سایت جمع‌آوری نقد راتن تومیتوز از رای ۲۸ نقد منتقد، با میانگین امتیاز ۶٫۹ از ۱۰ مثبت می‌باشد.

## گیشه
در سطح بین‌المللی، این فیلم با فروش بیش از ۸ میلیون دلار تایوان در صدر باکس آفیس تایوان ظاهر شد، و در دومین هفته اکران خود بیش از ۱۷ میلیون دلار به دست آورد، که TVBS این فیلم را به عنوان «موفقیتی نادر برای یک فیلم سینوفون در سال‌های اخیر توصیف کرد. در مالزی، این فیلم در عرض سه روز پس از اکران بیش از ۲ میلیون رینگیت دلار به دست آورد. در سنگاپور، این فیلم پس از چهار هفته اکران بیش از ۱ میلیون دلار سنگاپور به دست آورد و سومین فیلم پرفروش سال ۲۰۲۴ هنگ‌کنگ در کشور شد.